# A Gene Vincent Record Date
| Recensione | Giudizio |
| ---------- | -------- |
| AllMusic   |          |

A Gene Vincent Record Date è un album discografico a nome di Gene Vincent with the Blue Caps, pubblicato dalla casa discografica Capitol Records nel novembre del 1958.

## Tracce

### LP
Lato A
1. Five Feet of Lovin' – 2:13 (Buck Peddy, Melvin Tillis) – Registrato il 27 marzo 1958 al Capitol Recording Studio di Hollywood, California
2. The Wayward Wind – 2:46 (Herb Newman, Stan Lebowsky) – Registrato il 29 marzo 1958 al Capitol Recording Studio di Hollywood, California
3. Somebody Help Me – 2:12 (Bob Kelly) – Registrato il 27 marzo 1958 al Capitol Recording Studio di Hollywood, California
4. Keep It a Secret – 2:05 (Jesse Mae Robinson) – Registrato il 10 dicembre 1957 al Capitol Recording Studio di Hollywood, California
5. Hey, Good Lookin' – 2:31 (Hank Williams) – Registrato il 28 marzo 1958 al Capitol Recording Studio di Hollywood, California
6. Git It – 2:26 (Bob Kelly) – Registrato il 25 marzo 1958 al Capitol Recording Studio di Hollywood, California

Lato B
1. Teen Age Partner – 2:18 (Gene Vincent, Bill Davis) – Registrato il 26 marzo 1958 al Capitol Recording Studio di Hollywood, California
2. Peace of Mind – 2:24 (James Bracken) – Registrato il 26 marzo 1958 al Capitol Recording Studio di Hollywood, California
3. Look What You Gone and Done to Me – 2:06 (Robert Lee Jones) – Registrato il 28 marzo 1958 al Capitol Recording Studio di Hollywood, California
4. Summertime – 2:53 (DuBose Heyward, George Gershwin) – Registrato il 28 marzo 1958 al Capitol Recording Studio di Hollywood, California
5. I Can't Help It (If I'm Still in Love with You) – 2:51 (Hank Williams) – Registrato il 28 marzo 1958 al Capitol Recording Studio di Hollywood, California
6. I Love You – 1:51 (Gene Vincent, Grady Owen) – Registrato il 26 marzo 1958 al Capitol Recording Studio di Hollywood, California

### CD
Edizione CD del 1999, pubblicato dalla Magic Records (5207572)
1. Five Feet of Lovin' – 2:13 (Buck Peddy, Melvin Tillis)
2. The Wayward Wind – 2:46 (Stan Lebowsky, Herb Newman)
3. Somebody Help Me – 2:12 (Bob Kelly)
4. Keep It a Secret – 2:05 (Jesse Mae Robinson)
5. Hey, Good Lookin' – 2:31 (Hank Williams)
6. Git It – 2:26 (Bob Kelly)
7. Teen Age Partner – 2:18 (Gene Vincent, Bill Davis)
8. Peace of Mind – 2:24 (James Bracken)
9. Look What You Gone and Done to Me – 2:06 (Robert Lee Jones)
10. Summertime – 2:53 (George Gershwin, DuBose Heyward)
11. I Can't Help It (If I'm Still in Love with You) – 2:51 (Hank Williams)
12. I Love You – 1:51 (Gene Vincent, Grady Owen)
13. Dance in the Street – 2:13 (Dan Welch, Al Davis) – Traccia bonus
14. Lovely Loretta – 2:04 (Ed Watt, Grady Owen) – Traccia bonus
15. Little Lover – 2:01 (Bobbie Carrol) – Traccia bonus
16. Rocky Road Blues – 2:10 (Bill Monroe) – Traccia bonus
17. Rocky Road Blues – 2:10 (Bill Monroe) – Traccia bonus - Instrumental / Backing Track

- Brano: Dance in the Street, registrato il 25 marzo 1958 (Capitol Recording Studio, Hollywood, California)
- Brano: Lovely Loretta, registrato il 26 marzo 1958 (Capitol Recording Studio, Hollywood, California)
- Brani: Little Lover e Rocky Road Blues, registrati il 27 marzo 1958 (Capitol Recording Studio, Hollywood, California)

## Musicisti
Five Feet of Lovin' / Somebody Help Me / Little Lover / Rocky Road Blues
- Gene Vincent - voce
- Eddie Cochran - voce di sottofondo-cori (brani: Five Feet of Lovin' e Somebody Help Me)
- Johnny Meeks - chitarra
- Grady Owen - chitarra ritmica
- Clifton Simmons - piano
- Bobby Lee  - contrabbasso
- Juvey Gomez - batteria
- Paul Peek - battito delle mani, cori di sottofondo
- Tommy Facenda - battito delle mani, cori di sottofondo
- Ken Nelson - produttori

The Wayward Wind
- Gene Vincent - voce
- Johnny Meeks - chitarra
- Grady Owen - chitarra ritmica
- Clifton Simmons - piano
- Bobby Lee Jones - contrabbasso
- Juvey Gomez - batteria
- Eddie Cochran - cori di sottofondo
- Paul Peek - cori di sottofondo, battito delle mani
- Tommy Facenda - cori di sottofondo, battito delle mani
- Ken Nelson - produttore

Keep It a Secret
- Gene Vincent - voce
- Johnny Meeks - chitarra
- Max Lipscomb - chitarra ritmica, piano
- Bobby Lee Jones - contrabbasso
- Dickie Harrell - batteria
- Ken Nelson - produttore

Hey, Good Lookin' / Look What You Gone and Done to Me / Summertime / I Can't Help It (If I'm Still in Love with You)
- Gene Vincent - voce
- Johnny Meeks - chitarra
- Grady Owen - chitarra ritmica
- Clifton Simmons - piano
- Bobby Lee Jones - contrabbasso
- Juvey Gomez - batteria
- Paul Peek - battito delle mani, cori di sottofondo
- Tommy Facenda - battito delle mani, cori di sottofondo
- Ken Nelson - produttore

Git It / Dance in the Street
- Gene Vincent - voce
- Johnny Meeks - chitarra
- Grady Owen - chitarra ritmica
- Clifton Simmons - piano
- Bobby Lee Jones - contrabbasso
- Juvey Gomez - batteria
- Eddie Cochran - cori di sottofondo (brano: Git It)
- Paul Peek - battito delle mani, cori di sottofondo
- Tommy Facenda - battito delle mani, cori di sottofondo
- Ken Nelson - produttore

Teen Age Partner / Peace of Mind / I Love You / Lovely Loretta
- Gene Vincent - voce
- Johnny Meeks - chitarra
- Grady Owen - chitarra ritmica
- Clifton Simmons - piano
- Bobby Lee Jones - contrabbasso
- Juvey Gomez - batteria
- Eddie Cochran - cori di sottofondo
- Paul Peek - battito delle mani, cori di sottofondo
- Tommy Facenda - battito delle mani, cori di sottofondo
- Ken Nelson - produttore[2]